# Фултън (окръг, Арканзас)
Окръг Фултън (на английски: Fulton County) е окръг в щата Арканзас, Съединени американски щати. Площта му е 1606 km², а населението – 12 245 души (2010). Административен център е град Сейлъм.